# David Green
David Michael Green (Brisbane 28 februari 1960) is een Australisch ruiter gespecialiseerd in Eventing. Green nam driemaal deel aan de Olympische Zomerspelen, in 1992 veroverde hij de gouden medaille in de landenwedstrijd hoewel hij zelf uitviel.

## Resultaten
- Olympische Zomerspelen 1988 in Seoel 24e individuele eventing met Chatsby
- Olympische Zomerspelen 1988 in Seoel 5e landenwedstrijd eventing met Chatsby
- Olympische Zomerspelen 1992 in Barcelona uitgevallen individueel eventing met Duncan II
- Olympische Zomerspelen 1992 in Barcelona  landenwedstrijd eventing met Duncan II
- Olympische Zomerspelen 1996 in Atlanta uitgevallen individuele eventing met Chatsby

1912: Nordlander, Adlercreutz, Casparsson,  Horn af Åminne ·
1920: Mörner, Lundström, von Braun,  Dyrsch ·
1924: Van der Voort van Zijp, Pahud de Mortanges, De Kruijff,  Colenbrander ·
1928: Pahud de Mortanges, De Kruijff, Van der Voort van Zijp ·
1932: Thomson, Chamberlin, Argo ·
1936: Stubbendorf, Lippert, von Wangenheim ·
1948: Henry, Anderson, Thomson ·
1952: von Blixen-Finecke, Stahre, Frölén ·
1956: Weldon, Rook, Hill ·
1960: Morgan, Lavis, Roycroft ·
1964: Checcoli, Angioni, Ravano ·
1968: Allhusen, Meade, Jones ·
1972: Meade, Gordon-Watson, Parker, Phillips ·
1976: Coffin, Plumb, Davidson, Tauskey ·
1980: Blinov, Salnikov, Volkov, Rogosjin ·
1984: Plumb, Stives, Fleischmann, Davidson ·
1988: Erhorn, Baumann, Kaspareit, Ehrenbrink ·
1992: Green, Rolton, Hoy, Ryan ·
1996: Schaeffer, Rolton, Hoy, Dutton ·
2000: Dutton, Hoy, Tinney, Ryan ·
2004: Boiteau, Lyard, Courrèges, Teulère, Touzaint ·
2008: Thomsen, Ostholt, Dibowski, Klimke, Romeike ·
2012: Auffarth, Jung, Klimke, Schrade, Thomsen ·
2016: Laghouag, Lemoine, Nicolas, Vallette ·
2020: Collett, McEwen, Townend ·
2024: Canter, Collett, McEwen